# Liga a IV-a Argeș
Liga a IV-a Argeș este principala competiție fotbalistică din județul Argeș, organizată de Asociația Județeană de Fotbal (AJF) Argeș, situată în al patrulea eșalon al sistemului de ligi al fotbalului românesc.
Competiția este disputată de un număr variabil de echipe, în funcție de numărul echipelor retrogradate din Liga a III-a, al celor promovate din Liga a V-a Argeș, precum și al echipelor care se retrag sau se înscriu în competiție. Campioana poate sau nu să promoveze în Liga a III-a, în funcție de rezultatul barajului de promovare disputat împotriva campioanei dintr-o serie județeană vecină.

## Istoric
În 1968, în urma noii reorganizări administrative și teritoriale a țării, fiecare județ a înființat propriul campionat de fotbal, integrând echipele din fostele campionate regionale, precum și echipele care evoluau anterior în competițiile orășenești și raionale. Proaspăt înființatul Campionat Județean Argeș a fost pus sub autoritatea nou-înființatului Consiliu Județean pentru Educație Fizică și Sport (CJEFS) Argeș.
De atunci, organizarea și structura principalei competiții din Argeș, la fel ca și cele ale altor campionate județene, au suferit numeroase modificări. Între 1968 și 1992, competiția a fost cunoscută sub denumirea Campionatul Județean. În 1992 a fost redenumită Divizia C – Faza Județeană, din 1997 s-a numit Divizia D, iar din 2006 poartă numele Liga a IV-a.

## Lista campioanelor

### Campionatul Regional Argeș
| Ed.                          | Sezon                      | Campioană                    |
| Campionatul Regional Argeș   | Campionatul Regional Argeș | Campionatul Regional Argeș   |
| ---------------------------- | -------------------------- | ---------------------------- |
| 1                            | 1951                       | Spartac Curtea de Argeș      |
| 2                            | 1952                       | Progresul Găești             |
| Campionatul Regional Pitești |                            |                              |
| 3                            | 1953                       | Bucegi Câmpulung             |
| 4                            | 1954                       | Flamura Roșie Râmnicu Vâlcea |
| 5                            | 1955                       | Dinamo Pitești               |
| 6                            | 1956                       | Flacăra Leordeni             |
| 7                            | 1957–58                    | Unirea Pitești               |
| 8                            | 1958–59                    | Dinamo Pitești               |
| 9                            | 1959–60                    | Chimia Govora                |
| Campionatul Regional Argeș   |                            |                              |
| 10                           | 1960–61                    | Muscelul IMS Câmpulung       |
| 11                           | 1961–62                    | Metalul Pitești              |
| 12                           | 1962–63                    | Metalul Pitești              |
| 13                           | 1963–64                    | Minerul Câmpulung            |
| 14                           | 1964–65                    | Oltul CIL Râmnicu Vâlcea     |
| 15                           | 1965–66                    | Metalul Pitești              |
| 16                           | 1966–67                    | Metalul Pitești              |
| 17                           | 1967–68                    | Unirea Drăgășani             |

### Campionatul Județean Argeș
| Ed.                  | Sezon                | Campioană                     |
| Campionatul Județean | Campionatul Județean | Campionatul Județean          |
| -------------------- | -------------------- | ----------------------------- |
| 1                    | 1968–69              | Metalul Pitești               |
| 2                    | 1969–70              | Rapid Pitești                 |
| 3                    | 1970–71              | Muscelul Câmpulung            |
| 4                    | 1971–72              | Textilistul Pitești           |
| 5                    | 1972–73              | Vulturii Muscelului Câmpulung |
| 6                    | 1973–74              | AS Topoloveni                 |
| 7                    | 1974–75              | Constructorul Pitești         |
| 8                    | 1975–76              | Dacia Pitești                 |
| 9                    | 1976–77              | Automobilul Curtea de Argeș   |
| 10                   | 1977–78              | Gloria Berevoiești            |
| 11                   | 1978–79              | Gloria Berevoiești            |
| 12                   | 1979–80              | Petrolul Bascov               |
| 13                   | 1980–81              | Constructorul Pitești         |
| 14                   | 1981–82              | Progresul Topoloveni          |
| 15                   | 1982–83              | Avântul ICRA Pitești          |
| 16                   | 1983–84              | Progresul Topoloveni          |
| 17                   | 1984–85              | Gloria Berevoiești            |
| 18                   | 1985–86              | Constructorul Pitești         |
| 19                   | 1986–87              | Edilul IJGCL Pitești          |
| 20                   | 1987–88              | Mecanică Fină Costești        |
| 21                   | 1988–89              | Minerul Câmpulung             |
| 22                   | 1989–90              | Foresta CPL Pitești           |
| 23                   | 1990–91              | Rapid Pitești                 |
| 24                   | 1991–92              | Viitorul INC Costești         |

| Ed.                        | Sezon                      | Campioană                   |
| Divizia C – Faza Județeană | Divizia C – Faza Județeană | Divizia C – Faza Județeană  |
| -------------------------- | -------------------------- | --------------------------- |
| 25                         | 1992–93                    | ARO Câmpulung               |
| 26                         | 1993–94                    | ARO Câmpulung               |
| 27                         | 1994–95                    | Viitorul Costești           |
| 28                         | 1995–96                    | Unirea Pitești              |
| 29                         | 1996–97                    | Forestierul Stâlpeni        |
| Divizia D                  |                            |                             |
| 30                         | 1997–98                    | Forestierul Stâlpeni        |
| 31                         | 1998–99                    | AS Curtea de Argeș          |
| 32                         | 1999–00                    | Juventus Bascov             |
| 33                         | 2000–01                    | Forestierul Stâlpeni        |
| 34                         | 2001–02                    | Fulgerul Lerești            |
| 35                         | 2002–03                    | Juventus Bascov             |
| 36                         | 2003–04                    | Arpechim Pitești            |
| 37                         | 2004–05                    | Dacia Mioveni II            |
| 38                         | 2005–06                    | Unirea Costești             |
| Liga a IV-a                |                            |                             |
| 39                         | 2006–07                    | Juventus Bascov             |
| 40                         | 2007–08                    | AS Albota                   |
| 41                         | 2008–09                    | AS Albota                   |
| 42                         | 2009–10                    | Atletic Bradu               |
| 43                         | 2010–11                    | CS Rucăr                    |
| 44                         | 2011–12                    | SCM Pitești                 |
| 45                         | 2012–13                    | Atletic Bradu               |
| 46                         | 2013–14                    | CN Dinicu Golescu Câmpulung |

| Ed. | Sezon   | Campioană              |
| --- | ------- | ---------------------- |
| 47  | 2014–15 | Unirea Bascov          |
| 48  | 2015–16 | FC Argeș 1953 Pitești  |
| 49  | 2016–17 | Unirea Bascov          |
| 50  | 2017–18 | Unirea Bascov          |
| 51  | 2018–19 | Real Bradu             |
| 52  | 2019–20 | Voința Budeasa         |
| 53  | 2020–21 | Real Bradu             |
| 54  | 2021–22 | CS Rucăr               |
| 55  | 2022–23 | ARO Muscelul Câmpulung |
| 56  | 2023–24 | Speed Academy Pitești  |
| 57  | 2024–25 | Zimbrii Lerești        |